# Margarita Drobjacko
Margarita Drobјаcko (rus. Маргарита Александровна Дробязко, rođena 21. decembra, 1971. u Moskvi, Rusija) je klizačica umetničkog klizanja koja nastupa za Litvaniju u konkurenciji plesnih parova. Njen partner u toj disciplini je Povilas Vanagas. Par je uspeo da osvoji bronzu 2000. godine, na Svetskom prvenstvu, a do sada su se takmičili na čak pet Olimpijskih takmičenja. Njih dvoje su se venčali u junu 2000. godine.

## Rezultati takmičenja
(sa Vanagas-om)
1992.
- Evropsko prvenstvo - 15.
- Olimpijada - 16.
- Svetsko prvenstvo - 17.

1993.
- Evropsko prvenstvo - 11.
- Svetsko prvenstvo - 13.

1994.
- Evropsko prvenstvo - 11.
- Olimpijada - 12.
- Svetsko prvenstvo - 9.

1995.
- Evropsko prvenstvo - 11.
- Svetsko prvenstvo - 12.

1996.
- Evropsko prvenstvo - 6.
- Svetsko prvenstvo - 8.

1997.
- Evropsko prvenstvo - 8.
- Svetsko prvenstvo - 10.

1998.
- Evropsko prvenstvo - 6.
- Olimpijada - 8.
- Svetsko prvenstvo - 8.

1999.
- Evropsko prvenstvo - 5.
- Svetsko prvenstvo - 6.

2000.
- Evropsko prvenstvo – Bronzana medalja
- Svetsko prvenstvo - Bronzana medalja

2001.
- Evropsko prvenstvo - 4.
- Svetsko prvenstvo - 5.

2002.
- Evropsko prvenstvo - 4.
- Olimpijada - 5.
- Svetsko prvenstvo - 4.

2006.
- Evropsko prvenstvo - Bronzana medalja
- Olimpijada - 7.
- Svetsko prvenstvo - 4.